# فهرنهايب 9/11
فهرنهايب 11 سبتمبر (2004) فيلم وثائقي أمريكي من إخراج آلان بيترسون ‏. تم عرض الفيلم لأول مرة في الولايات المتحدة في 5 أكتوبر 2004. في فهرنهايب 11/9، يتم عرض الأحداث التي تقف وراء هجمات 11 سبتمبر وشرحها من وجهة نظر مختلفة عن تلك التي قدمها مايكل مور في فهرنهايب 11/9. الراوي في الفيلم هو رون سيلفر.

## المشاركة
- بيتر تي كينغ
- فرانك جافني  [لغات أخرى]‏
- ستيف ايمرسون
- ديفيد فروم
- ديف كوبل
- بيل سامون  [لغات أخرى]‏
- آن كولتر
- جيسون كلارك

### أرشفة الصور
- جورج دبليو بوش
- ديك تشيني
- جورج بوش الأب
- رونالد ريغان
- جيمي كارتر
- جون ف. كينيدي
- صدام حسين
- أسامة بن لادن
- بول وولفويتز
- عدي حسين

## روابط خارجية
- فهرنهايب 9/11 على موقع IMDb (الإنجليزية)
- فهرنهايب 9/11 على موقع روتن توميتوز (الإنجليزية)
- فهرنهايب 9/11 على موقع نتفليكس (الإنجليزية)
- فهرنهايب 9/11 على موقع أول موفي (الإنجليزية)
- فهرنهايب 9/11 على موقع فيلمافينيتي (الإسبانية)
- فهرنهايب 9/11 على موقع قاعدة بيانات الفيلم (الإنجليزية)
- فهرنهايب 9/11 على موقع ليتربوكسد (الإنجليزية)
- فهرنهايب 9/11 على موقع كينوبويسك (الروسية)